# 2019年世界陸上競技選手権大会ヨルダン選手団
2019年世界陸上競技選手権大会ヨルダン選手団は、2019年9月27日から10月6日までカタールのドーハで開催された第17回世界陸上競技選手権大会のヨルダン選手団。

## 選手団
- 人員: 選手 1人

## 選手名簿・結果
| 選手                       | 種目     | 予選 | 予選 | 準決勝   | 準決勝   | 決勝     | 決勝     |
| 選手                       | 種目     | 結果 | 順位 | 結果     | 順位     | 結果     | 順位     |
| -------------------------- | -------- | ---- | ---- | -------- | -------- | -------- | -------- |
| サメール・アル＝ジョハール | 男子800m | 失格 | 失格 | 予選敗退 | 予選敗退 | 予選敗退 | 予選敗退 |